# President van Finland

Presidentiële standaard van Finland

De President van de Republiek Finland (Fins: Suomen tasavallan presidentti, Zweeds: Republiken Finlands president) is het staatshoofd van het Europese land Finland.
De president wordt voor een termijn van zes jaar aangesteld in directe verkiezingen met algemeen kiesrecht. 
De titel bestaat sinds 1919, de eerste president was Kaarlo Juho Ståhlberg. Alexander Stubb is de huidige president sinds 1 maart 2024.